# Nortorf (Wilstermarsch)
Nortorf település Németországban, Schleswig-Holstein tartományban. Lakosainak száma 861 fő (2023. december 31.).

## Népesség
A település népességének változása:
| Lakosok száma | 770  | 893  | 870  | 861  | 850  | 842  | 861  |
|               | 1975 | 2014 | 2017 | 2019 | 2021 | 2022 | 2023 |